# 디펜신
디펜신(defensin)은 척추동물과 무척추동물 두 곳에서 볼 수 있는 염기성 단백질이다. 짐승뿐 아니라 식물에도 존재하는 것으로 보고되었다. 이들은 항균 펩타이드와 같은 역할을 수행한다. 박테리아, 균, 또 수많은 바이러스에 대항한다.

## 참조
1. ↑  Structure–activity studies of AtPep1, a plant peptide signal involved in the innate immune response Peptides Volume 29, Issue 12, December 2008, Pages 2083-2089
2. ↑  Planta. 2002 Dec;216(2):193-202. Epub 2002 Oct 8. Plant defensins.